# Imperium (książka)
Imperium (1993) – reportaż Ryszarda Kapuścińskiego o upadku Związku Radzieckiego – ostatniego imperium XX wieku. Książka powstała po dwuletniej podróży po ZSRR. W roku 1993 stała się bestsellerem, tłumaczonym na całym świecie. 
Książka ma charakter osobistej relacji z podróży i składa się z trzech części:
W części pierwszej "Pierwsze spotkania (1939--1967)" Kapuściński opowiada o wkroczeniu wojsk radzieckich do Pińska, jego rodzinnego miasteczka na Polesiu, o nędzy i terrorze okupacji radzieckiej. Następnie o podróży koleją transsyberyjską, oraz o wyprawie, w której odwiedził republiki Środkowej Azji: Gruzję, Armenię, Azerbejdżan, Turkmenistan, Tadżykistan, Kirgistan i Uzbekistan. 
Część druga "Z lotu ptaka (1989-1991)" stanowi ponad połowę objętości Imperium i jest relacją z samotnych podróży po Związku Radzieckim w momencie jego rozpadu. W europejskiej części ZSRR Kapuściński odwiedził m.in. Brześć, Moskwę i Donieck, na dalekiej Północy – Magadan i Workutę, na południu – Tbilisi i Erywań. Podczas tych podróży przebył – głównie drogą lotniczą – dystans 60 tysięcy kilometrów.
Ostatnia, najkrótsza część "Ciąg dalszy trwa (1992-1993)" ma charakter podsumowania. Jest też próbą analizy przemian w krajach Związku Radzieckiego. Jednak jak twierdzi sam autor: całość nie kończy się wyższą i ostateczną syntezą, lecz przeciwnie — dezintegruje się i rozpada, a to dlatego, że w trakcie pisania książki rozpadowi uległ jej główny przedmiot i temat — wielkie mocarstwo sowieckie.
W częściach poświęconych republikom Azji Środkowej Kapuściński wykorzystał fragmenty swojej wcześniejszej książki Kirgiz schodzi z konia.
W 2010 roku podczas 12 Międzynarodowych Targów Książki w Moskwie zaprezentowano pierwsze rosyjskojęzyczne wydanie "Imperium".

## Spis treści
- I. PIERWSZE SPOTKANIA (1939-1967)
  - Pińsk, 1939
  - Transsyberyjska, 1958
  - Południe, 1967
- II. Z LOTU PTAKA (1989-1991)
  - Trzeci Rzym
  - Świątynia i pałac
  - Patrzymy, płaczemy
  - Człowiek na asfaltowej górze
  - Ucieczka przed samym sobą
  - Workuta, zamarznąć w ogniu
  - Jutro bunt Baszkirów
  - Misterium rosyjskie
  - Skacząc przez kałuże
  - Kołyma, mgła i mgła
  - Kreml, czarodziejska góra
  - Pułapka
  - Azja Środkowa, zagłada morza
  - Pomona miasteczka Drohobycz
  - Powrót do rodzinnego miasta
- III. CIĄG DALSZY TRWA (1992-1993)
  - Ciąg dalszy trwa

## Zagraniczne wydania książki
- język angielski : "Imperium"[2]
- język niemiecki : "Imperium"
- język włoski : "Imperium"
- język portugalski : "Imerium"
- język szwedzki : "Imperiet"
- język duński : "Imeriet"
- język fiński : "Imperiumi"
- język bułgarski : "Imperijata"
- język węgierski : "A Birodalom"
- język czeski : "Imperium"
- język norweski : "Imperiet"
- język hiszpański : "El Imperio"
- język japoński : "帝国　ロシア・辺境への旅"
- język hebrajski : "Imperium"
- język francuski : "Imperium"
- język holenderski : "Imperium"
- język serbski : "Imperija"
- język turecki : "Imparatorluk"
- język albański : "Imperium"
- język rosyjski : "империя"
- język gruziński : „იმპერია“